# Teresa Fernández March
Teresa Fernández March (València, 25 de juny de 1950) és una psicòloga i psicoanalista valenciana.
La seva família procedeix d'unes altres parts d'Espanya, la seva mare Pilar va nàixer en un poble de Tarragona i el seu pare en una localitat de Burgos. Ells es varen conèixer a València. La feina del seu pare era arxivar totes les medicines que arribaven al Centre Farmacèutic Valencià.
Va estudiar des dels 9 anys fins al 14 en el Col·legi Nuestra Señora del Carmen i San Vicente de Paúl, en Benicalap. Durant els anys 60, en la seua adolescència, va dedicar el seu temps a dibuixar i a les lletres. Va fer el batxillerat superior i la revàlida.
En un primer moment, es va matricular en Magisteri, però no va finalitzar-ho. Seguidament, es va inscriure en Belles Arts, que tampoc va finalitzar i més endavant en Filosofia. Una vegada es crea la llicenciatura de Psicologia a la Universitat de València, s'anima a estudiar-la de 1973 fins 1978. Es va especialitzar en el psicoanàlisi perquè va començar a treballar en el hospital psiquiàtric de Bétera en 1974.
En 1974, va començar a treballar a l'Hospital Psiquiàtric de Bétera. Durant els primers 4 anys, va estar treballant al Servei de Rehabilitació com administrativa, on s'encarregava de fomentar la Caixa d' Estalvis per als pacients interns. En 1978, es trasllada al Servei de Alcoholisme i altres Toxicomanies, on comença a treballar directament a l`àmbit de les addiccions.
Teresa va ser coordinadora i responsable assistencial de Casa Lanza, un centre de rehabilitació per a toxicòmans de llarga duració durant deu anys, de 1978 fins a 1988.